# エッセンドン空港
エッセンドン空港（エッセンドンくうこう、英語：Essendon Airport）は、オーストラリアのメルボルンにある空港である。都心の11km北西に立地している。面積は約305ha。

## 歴史
1921年に、連邦政府により開港されたエッセンドン空港は、同年の12月に、最初の航空ショーを開催した。
1930年代に入ると空港機能の拡張が行われ、1946年には滑走路も拡張されるなど設備の近代化が進められた。
1950年代になると、エッセンドン空港はシドニー空港に次ぐオーストラリア第2の規模に発達し、メルボルンでは初の国際空港になった。しかし、周辺は住宅地のため空港の規模を拡大することは困難な状態となり、騒音問題で空港周辺の住民からは多数の苦情が来た。さらには旅客機の大型化にも対応する必要があった。1959年に連邦政府は新空港の建設を決定し、1960年には工事が開始された。
1970年、郊外のタラマリンにメルボルン空港が開港した。これにより、それまでエッセンドン空港を使用していた航空便の多くは新空港へ移動したため、現在のエッセンドン空港では、国内線のチャーター便の利用が中心となっている。
現在でもメルボルン市内中心部に最も近いのは、このエッセンドン空港である。

## ギャラリー

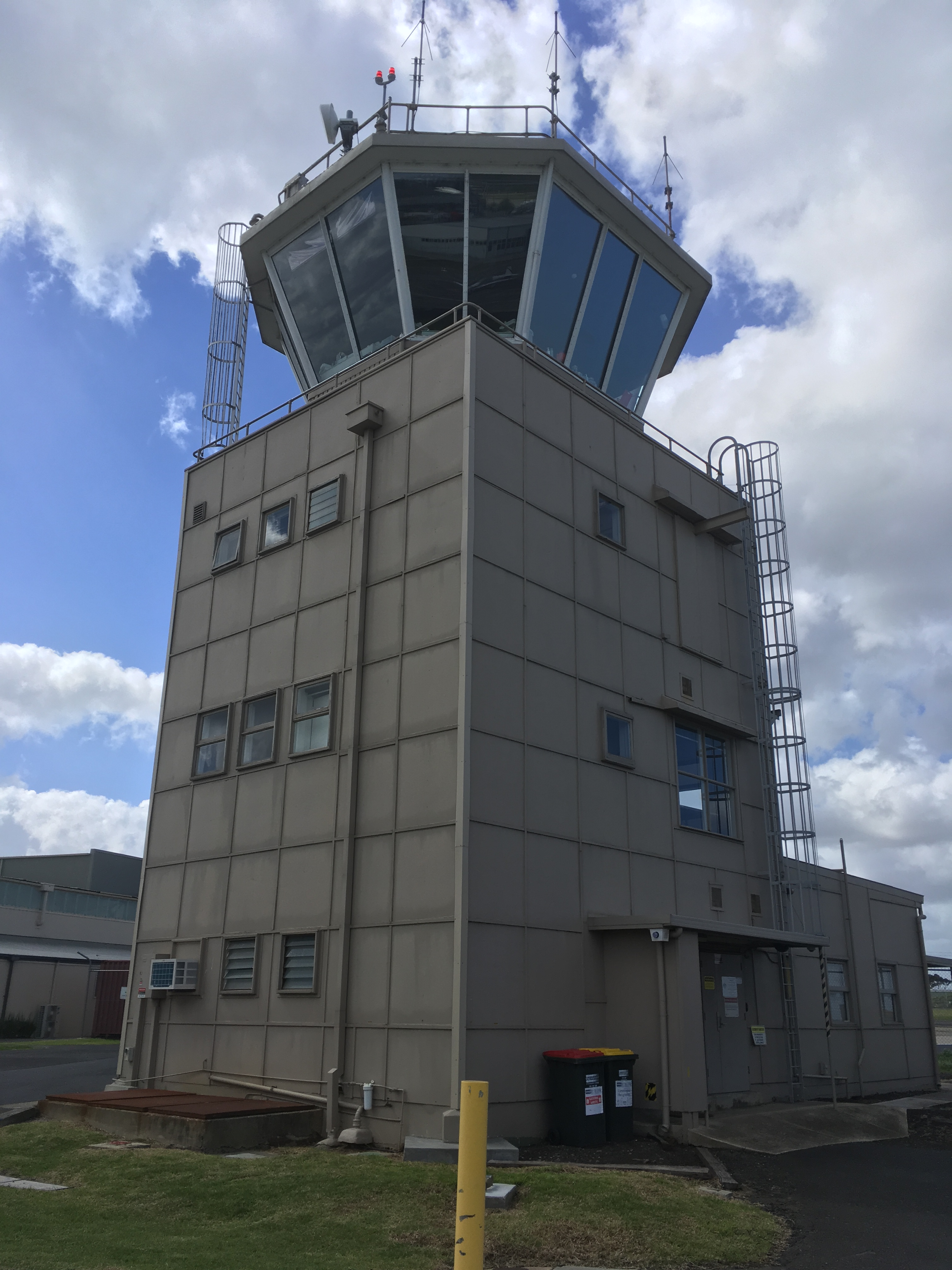
エッセンドン空港の管制塔
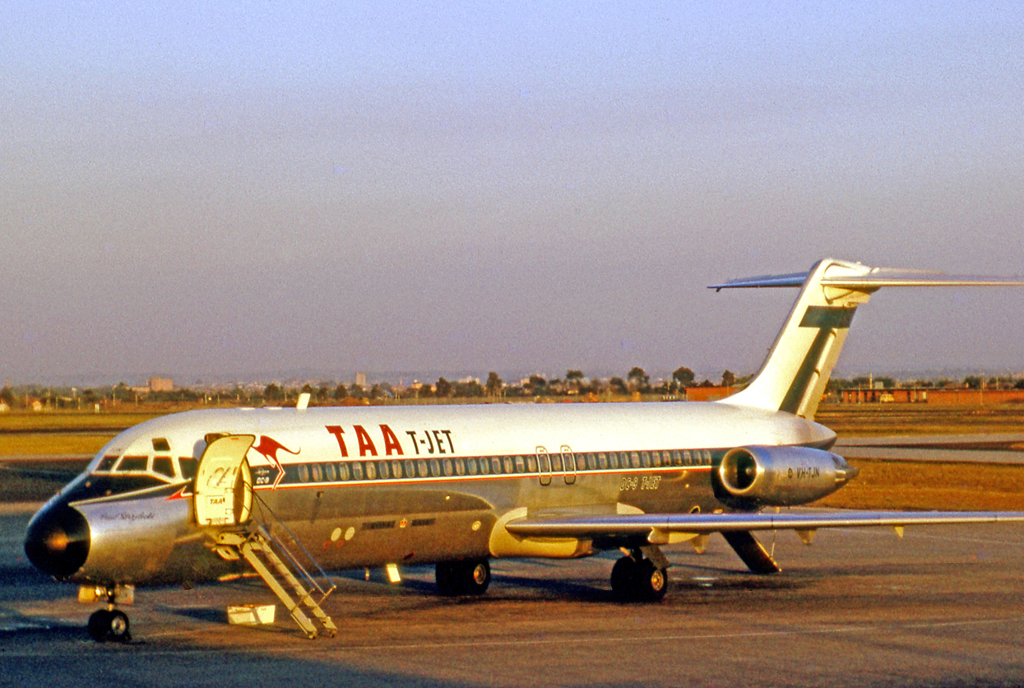
エッセンドン空港に駐機する旅客機
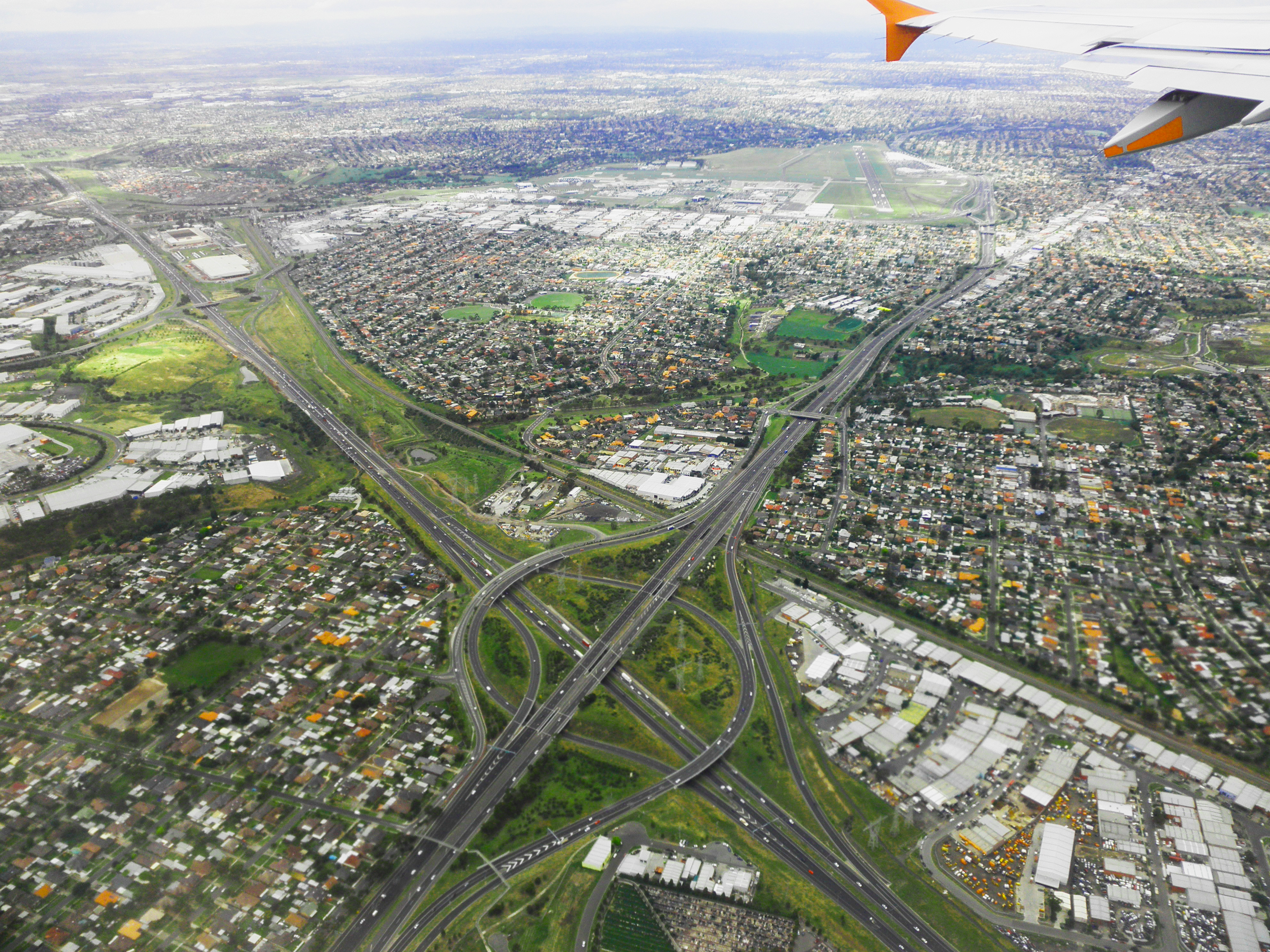
空港周辺の様子（右上にあるのが空港）